# Parafia św. Sebastiana w Pokrzywnicy
Parafia św. Sebastiana w Pokrzywnicy – parafia rzymskokatolicka należąca do dekanatu Koźle diecezji opolskiej w metropolii katowickiej, która została erygowana w 1914. Kościół parafialny zbudowany w latach 1910–1911 mieści się przy ulicy Szkolnej 6. 

## Proboszczowie
| Lista proboszczów parafii św. Sebastiana w Pokrzywnicy (po 1945) |                           |
| Okres                                                            | Proboszcz                 |
| 1946–1974                                                        | ks. Józef Lampka SDS      |
| 1974–1998                                                        | ks. Tadeusz Stonoga       |
| 1998–                                                            | ks. Benedykt Józef Spyrka |

## Historia parafii
Początkowo mieszkańcy wsi Pokrzywnica, których źródła historyczne wymieniają w 1241, należeli do utworzonej znacznie wcześniej parafii św. Małgorzaty Dziewicy i Męczennicy w Twardawie . W 1740 zbudowano drewnianą kaplicę pod wezwaniem św. Sebastiana .
W 1909 w Pokrzywnicy ustanowiono samodzielną kurację . Poczyniono wówczas starania w celu wybudowania kościoła w Pokrzywnicy. Kościół ten został zbudowany w latach 1910–1911 w stylu barokowym . Stopniowo powiększająca się z upływem lat ludność wsi, była powodem starań o ustanowienie samodzielnej parafii, celem posługi duchowej.  Według wpisu do Krajowego Rejestru Sądowego (KRS) parafia została erygowana 12 lutego 1914 pod wezwaniem św. Sebastiana przez najprawdopodobniej bp. Georga Koppa. 
Na terytorium parafii wybudowano w 1987 kościół filialny pod wezwaniem Matki Bożej Fatimskiej w pobliskim Komornie . Ponadto blisko kościoła wybudowano na terytorium parafii „Grotę Lurdzką” z figurą Maryi, założoną na pamiątkę objawień w 1858 Matki Bożej we francuskiej miejscowości Lourdes, wizjonerce św. Bernadecie Soubirous . Parafia liczy około 1100 wiernych . 

## Zasięg parafii
- Komorno
- Pokrzywnica

## Galeria
| - Kościół św. Sebastiana w Pokrzywnicy - Brama wiodąca do kościoła parafialnego - Aleja prowadząca do kościoła - Portal na fasadzie kościoła - Fasada kościoła - Nawa kościoła |

| - Kościół filialny Matki Boskiej Fatimskiej w Komornie - Panorama kościoła - Nawa kościoła |